# Гриффин, Эдди (баскетболист)
Эдди Гриффин (англ. Eddie Griffin; родился 30 мая 1982 в Филадельфии, Пенсильвания) — бывший американский профессиональный баскетболист. Его последним клубом была Миннесота Тимбервулвз, которая отчислила его 13 марта 2007 года. Несколько месяцев спустя он погиб в автокатастрофе.

## Ранние годы
Учась на первом курсе в университете Сетон Холл, Гриффин набирал в среднем по 17.8 очков, 10.7 подборов, 4.4 блока за игру. В январе 2001 года Гриффин подрался с одноклубником по команде. Гриффин покинул школу со скандалом после первого года обучения и выставил себя на драфт НБА.

## Карьера в НБА
Несмотря на выдающуюся статистику в Сетон Холл, остались некоторые вопросы по его отношению к делу, что не позволило Гриффину быть очень высоко на драфте, в итоге он был выбран лишь 7 на драфте НБА 2001 года командой Нью-Джерси Нетс. Права на Гриффина были немедленно обменяны в Хьюстон Рокетс на Джейсона Коллинза, Брэндона Армстронга, Ричарда Джефферсона (все выбраны на драфте 2001 года).
В дебютный сезон Гриффин сыграл 73 игры (24 в старте), набирая по 8.8 очков, 5.7 подборов и 1.8 блоков за игру (13 показатель в НБА в этой категории). Следующий сезон продолжился в том же духе.
Однако, Гриффин страдал от алкоголизма. В декабре 2003 года Хьюстон Рокетс отчислили его, после пропущенной тренировки и командного выезда. Гриффин подписал контракт с Нью-Джерси Нетс в январе 2004 года, однако он пропустил весь сезон 2003-2004 из-за того что он лечился в алкогольно-реабилитационном центре.
Перед сезоном 2004-05 Миннесота Тимбервулвз подписала с Гриффином однолетний контракт. в этом сезоне Гриффин показал примерно такие же цифры как и в предыдущие два года. Миннесота переподписала с ним контракт на три года (с опцией игрока на третий год). У Гриффина в сезоне 2005-2006 сильно упала результативность.
В 2006 году Гриффин попал в автомобильную аварию, в которой его внедорожник протаранил припаркованную машину. Эдди в тот момент был пьян.
В марте 2007 года Миннесота отчислила Гриффина.

## Смерть
Эдди Гриффин погиб в результате автомобильной катастрофы 17 августа 2007 года, около 1:30 ночи. Хьюстонская полиция в отчёте заявила, что Гриффин проигнорировал знаки железнодорожных предупреждений и пробил барьер перед тем как врезаться в движущийся поезд. В результате аварии внедорожник Гриффина сгорел. Сам Гриффин получил сильные ожоги и не был первоначально опознан. Анализ зубов позже выявил, что этим мужчиной был Гриффин. В соответствии с протоколом вскрытия уровень допустимого алкоголя в его крови был превышен в 3 раза. Тесты не выявили наличия в его крови следов наркотиков. Бывший тренер Миннесоты Дуэйн Кейси заявил, что он не разговаривал с Гриффином 5-6 месяцев, но он знал, что игрок летом пытался набрать форму, чтобы играть в Европе в следующем сезоне. Он был похоронен в Филадельфии. У него осталась трёхлетняя дочка.

## Статистика

### Статистика в НБА
| Сезон                                                                                    | Команда   | Регулярный сезон | Регулярный сезон | Регулярный сезон | Регулярный сезон | Регулярный сезон | Регулярный сезон | Регулярный сезон | Регулярный сезон | Регулярный сезон | Регулярный сезон | Регулярный сезон | Серия плей-офф | Серия плей-офф | Серия плей-офф | Серия плей-офф | Серия плей-офф | Серия плей-офф | Серия плей-офф | Серия плей-офф | Серия плей-офф | Серия плей-офф | Серия плей-офф |
| Сезон                                                                                    | Команда   | GP               | GS               | MPG              | FG%              | 3P%              | FT%              | RPG              | APG              | SPG              | BPG              | PPG              | GP             | GS             | MPG            | FG%            | 3P%            | FT%            | RPG            | APG            | SPG            | BPG            | PPG            |
| ---------------------------------------------------------------------------------------- | --------- | ---------------- | ---------------- | ---------------- | ---------------- | ---------------- | ---------------- | ---------------- | ---------------- | ---------------- | ---------------- | ---------------- | -------------- | -------------- | -------------- | -------------- | -------------- | -------------- | -------------- | -------------- | -------------- | -------------- | -------------- |
| 2001/02                                                                                  | Хьюстон   | 73               | 24               | 26,0             | 36,6             | 33,0             | 74,4             | 5,7              | 0,7              | 0,2              | 1,8              | 8,8              | Не участвовал  | Не участвовал  | Не участвовал  | Не участвовал  | Не участвовал  | Не участвовал  | Не участвовал  | Не участвовал  | Не участвовал  | Не участвовал  | Не участвовал  |
| 2002/03                                                                                  | Хьюстон   | 77               | 66               | 24,5             | 40,0             | 33,3             | 61,7             | 6,0              | 1,1              | 0,7              | 1,4              | 8,6              | Не участвовал  | Не участвовал  | Не участвовал  | Не участвовал  | Не участвовал  | Не участвовал  | Не участвовал  | Не участвовал  | Не участвовал  | Не участвовал  | Не участвовал  |
| 2004/05                                                                                  | Миннесота | 70               | 0                | 21,3             | 38,7             | 32,8             | 71,8             | 6,5              | 0,8              | 0,3              | 1,7              | 7,5              | Не участвовал  | Не участвовал  | Не участвовал  | Не участвовал  | Не участвовал  | Не участвовал  | Не участвовал  | Не участвовал  | Не участвовал  | Не участвовал  | Не участвовал  |
| 2005/06                                                                                  | Миннесота | 70               | 27               | 19,4             | 35,1             | 19,5             | 59,5             | 5,6              | 0,6              | 0,2              | 2,1              | 4,6              | Не участвовал  | Не участвовал  | Не участвовал  | Не участвовал  | Не участвовал  | Не участвовал  | Не участвовал  | Не участвовал  | Не участвовал  | Не участвовал  | Не участвовал  |
| 2006/07                                                                                  | Миннесота | 13               | 0                | 7,1              | 25,9             | 0,0              | 80,0             | 1,9              | 0,3              | 0,0              | 0,5              | 1,4              | Не участвовал  | Не участвовал  | Не участвовал  | Не участвовал  | Не участвовал  | Не участвовал  | Не участвовал  | Не участвовал  | Не участвовал  | Не участвовал  | Не участвовал  |
|                                                                                          | Всего     | 303              | 117              | 22,2             | 37,7             | 31,5             | 67,1             | 5,8              | 0,8              | 0,3              | 1,7              | 7,2              | Не участвовал  | Не участвовал  | Не участвовал  | Не участвовал  | Не участвовал  | Не участвовал  | Не участвовал  | Не участвовал  | Не участвовал  | Не участвовал  | Не участвовал  |
| Наведите курсор мыши на аббревиатуры в заголовке таблицы, чтобы прочесть их расшифровку. |           |                  |                  |                  |                  |                  |                  |                  |                  |                  |                  |                  |                |                |                |                |                |                |                |                |                |                |                |

### Статистика в NCAA
| Сезон | Команда    | Conf     | Class | GP | GS | MPG  | FG%  | 3P%  | FT%  | RPG  | APG | SPG | BPG | PPG  |
| --- | ---------- | -------- | ----- | -- | -- | ---- | ---- | ---- | ---- | ---- | --- | --- | --- | ---- |
| 2000/01 | Сетон-Холл | Big East | FR    | 30 | 30 | 32,6 | 42,9 | 32,0 | 73,4 | 10,8 | 1,6 | 0,9 | 4,4 | 17,8 |
| Всего | Всего      | Всего    | Всего | 30 | 30 | 32,6 | 42,9 | 32,0 | 73,4 | 10,8 | 1,6 | 0,9 | 4,4 | 17,8 |
| Наведите курсор мыши на аббревиатуры в заголовке таблицы, чтобы прочесть их расшифровку Статистика приведена с сайта sports-reference.com |            |          |       |    |    |      |      |      |      |      |     |     |     |      |